# 圣母子与圣安妮
圣母子与圣安妮（The Virgin and Child with St. Anne）是达芬奇的画板油画，作于1508年－1510年，现藏于法国巴黎卢浮宫。描繪了聖安妮、聖母瑪利亞和和剛剛出生不久的耶穌。畫中聖母瑪利亞坐在她母親聖安妮的膝上，耶穌正想騎在一只祭祀用的羔羊上，代表着他的受難；而瑪利亞想拉緊耶穌。